# فتح مسقط (1581)
فتح مسقط هي معركة وقعت عام 1581 ميلاديًا، حيث هاجم فيها أسطولٌ عثمانيٌ بقيادة مير علي بك حصنَ مسقط البرتغالي، وأخلى المدينة من البرتغاليين.

## أحداث المعركة
في صيف عام 1581، شن القائد العثماني مير علي بك غارة جريئة على مدينة مسقط التي كان يسيطر عليها البرتغاليون. وكان لديه قوة تتراوح بين 150 إلى 200 رجل وثلاث سفن شراعية خفيفة. وعند وصوله إلى مسقط، أنزل مجموعة من الرجال بالقرب من الحصن وأرسل سفنه الشراعية بتعليمات مفادها أن يقصفوا ميناء الحصن بشدةٍ مجردَ وصولهم إليه، وذلك لجذب انتباه السكان المحليين في اتجاههم، مما يمكن علي بيك من الهجوم من الخلف بدعم بعض المسلمين المحليين.
فوجئ البرتغاليون بالهجوم، وأصابهم الذعر. ولما رأوا أنهم غير مستعدين لأي دفاع، فروا من الحصن. قُتل بعضهم، وهاجر الآخرون -حوالي 500 منهم- إلى بلدة بروكسل، وهرب عدد قليل منهم بممتلكاتهم.